# Zoljevo
Zoljevo (en serbe cyrillique : Зољево) est un village de Serbie situé sur le territoire de la Ville de Leskovac, district de Jablanica. Au recensement de 2011, il comptait 234 habitants.

## Démographie
| 1948 | 1953 | 1961 | 1971 | 1981 | 1991 | 2002 | 2011 |
| ---- | ---- | ---- | ---- | ---- | ---- | ---- | ---- |
| 368  | 395  | 401  | 406  | 378  | 350  | 259  | 234  |

|  |